# Włocławek

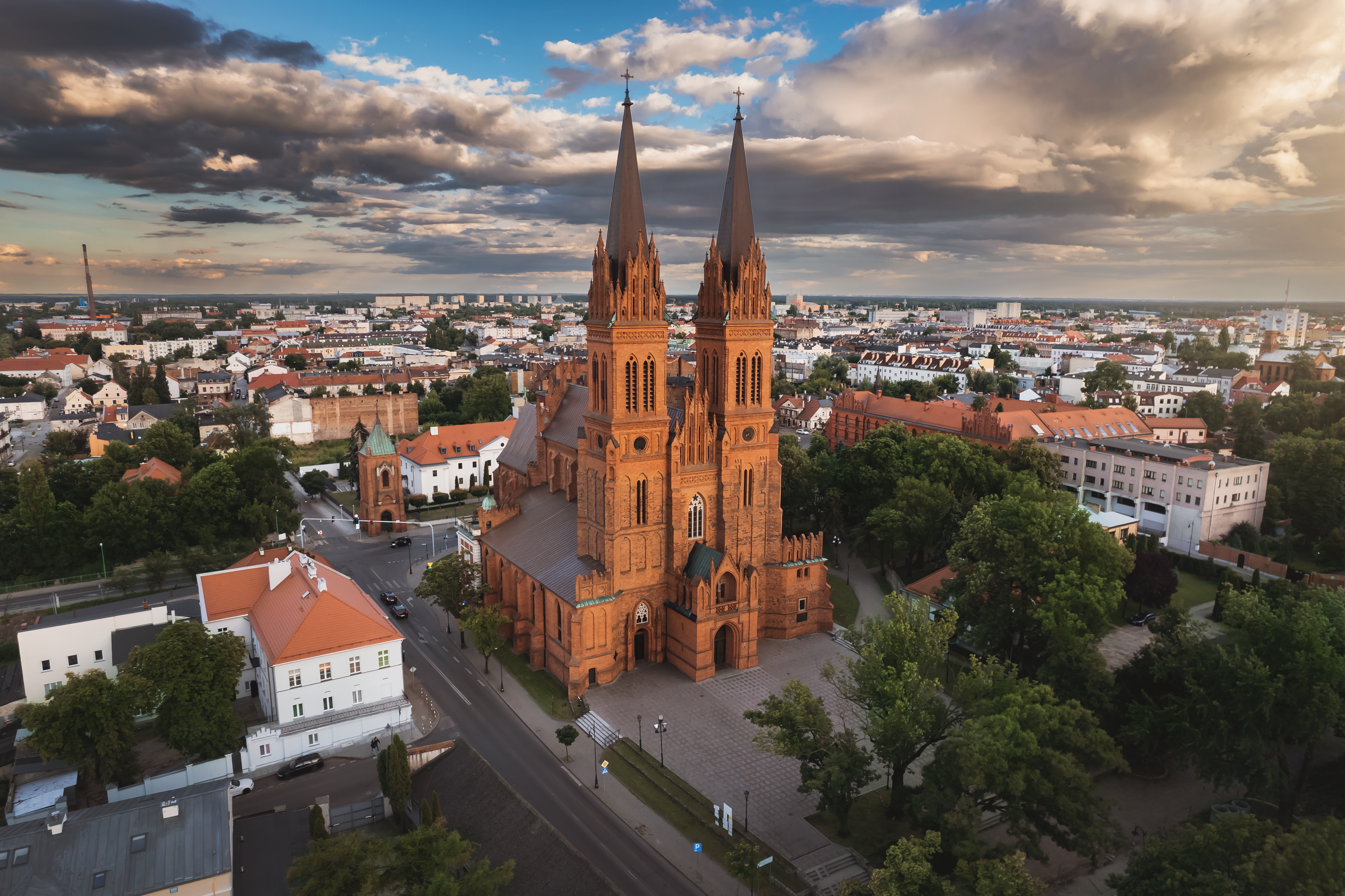
Blick auf Stadt und Kathedrale

Włocławek [vwɔˈʦwavɛk], deutsch Leslau, ist eine polnische Großstadt in der Woiwodschaft Kujawien-Pommern. Sie liegt an der Weichsel, rund 90 km südöstlich von Bydgoszcz und 50 km südöstlich von Toruń, den beiden Woiwodschaftshauptstädten, sowie 140 km nordwestlich der polnischen Hauptstadt Warschau.

## Klima
Im Vergleich zu anderen Orten in Polen herrscht dank der Umgebung von Kiefernwäldern, Anhöhen und Weichseltal ein besonders günstiges Mikroklima. Dabei ist die Sonnenscheindauer besonders hoch und die Niederschlagsmenge besonders gering.

## Geschichte
Im 11. Jahrhundert entstand an der Weichsel eine Siedlung, die seit 1123 der Sitz eines dem Erzbischof von Gnesen unterstellten Bistums ist und 1261 die Stadtrechte nach Kulmer Recht erhielt. Aus der Zeit stammt auch der deutsche Name Leslau. Im 14. und 15. Jahrhundert wurde die Stadt mehrfach von Deutschen Ordensrittern zerstört und unterworfen. Erst der Friedensvertrag von Thorn 1466 sicherte den Frieden.
Danach blühte der Getreidehandel, bis im Zweiten Nordischen Krieg die schwedische Invasion 1657 die Stadt zum Teil zerstörte.
Nach der Zweiten Teilung Polens fiel Włocławek 1793 an Preußen, nach dem Frieden von Tilsit 1807 an das Herzogtum Warschau. Nach dem Wiener Kongress 1815 wurde die Stadt Bestandteil des neu gebildeten, zu Russland gehörigen Kongresspolens.
Włocławek wurde schon früh zu einer Industriestadt mit bekannten Unternehmen. Im 19. Jahrhundert waren unter anderem ansässig die Zichorienfabrik von Ferdinand Bohm, das Cellulosewerk der Brüder Cassirer (Max Cassirer, später auch in Berlin aktiv), die Unternehmen Steinhagen & Sänger Zellstofffabrik, vierzehn Brauereien (bekannteste von Bojańczyk), eine Ziegelei, eine Landmaschinenfabrik (Wilhelm Haack, später auch Hugo Mühsam), die Druckerei Buchholtz und der Seil- und Drahtproduzent Carl Hauke. Aus dem Fayencen- und Porzellanwerk der Unternehmen Teichfeld & Asterblum ist heute das Einkaufszentrum Wzorcownia (dt. „Musterraum“) geworden.
Im Ersten Weltkrieg befand sich der Industriestandort im Oktober 1914 im Frontbereich und erlitt infolge der Kampfhandlungen erhebliche Schäden. 1918 kam die Stadt zur neugebildeten polnischen Republik.

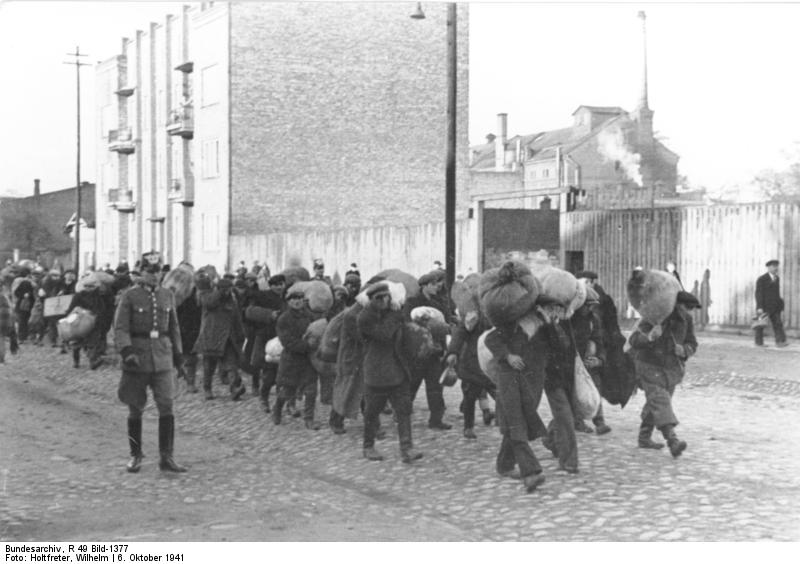
Deportation von Juden am 6. Oktober 1941

Die Stadt gehörte während des Zweiten Weltkriegs (1939–1945) zum Reichsgau Wartheland im Deutschen Reich (siehe auch Landkreis Leslau). Nach dem Zweiten Weltkrieg, in dem ein Drittel der Stadt zerstört wurde, folgte in den Nachkriegsjahren der Wiederaufbau von Fabriken und Werkstätten. Chemische Erzeugnisse sowie die Möbel- und die Nahrungsmittelverarbeitung entwickelten sich bis heute zu den wichtigsten Industriezweigen der Stadt. Seit 1969 besitzt die Stadt eine Schleusenanlage, die den Wasserstand der Weichsel reguliert.
Im Jahre 2012 wurde die Sonderwirtschaftszone Włocławek Economic Developement Area mit Steuerbefreiung und anderer Hilfe für internationale Investoren geschaffen.

## Politik

### Stadtpräsidenten
An der Spitze der Stadtverwaltung steht ein Stadtpräsident. Seit 2014 war dies Marek Wojtkowski (PO), der 2024 Krzystof Kukucki (Nowa Lewica) unterlag. Die turnusmäßige Wahl 2024 brachte folgendes Ergebnis:
- Krzystof Kukucki (Lewica) 41,4 % der Stimmen
- Marek Wojtkowski (Koalicja Obywatelska) 29,9 % der Stimmen
- Rafała Sobolewski (Prawo i Sprawiedliwość) 16,9 % der Stimmen
- Maciej Maciak (Wahlkomitee Maciej Maciak) 7,4 % der Stimmen
- Barbara Moraczewska (Trzecia Droga) 3,6 % der Stimmen
- Übrige 0,8 % der Stimmen

Bei der damit notwendigen Stichwahl setzte sich Kukucki mit 56,3 % der Stimmen gegen den Amtsinhaber Wojtkowski durch und wurde neuer Stadtpräsident.
Die turnusmäßige Wahl 2018 brachte folgendes Ergebnis:
- Marek Wojtkowski (Koalicja Obywatelska) 26,3 % der Stimmen
- Jarosław Chmielewski (Prawo i Sprawiedliwość) 23,4 % der Stimmen
- Krzystof Kukucki (Sojusz Lewicy Demokratycznej / Lewica Razem) 20,8 % der Stimmen
- Maciej Maciak (Wahlkomitee Maciej Maciak) 14,1 % der Stimmen
- Jacek Kużniewicz (Wahlkomitee „Gewinn für Włocławek“) 6,3 % der Stimmen
- Dariusz Wesołowski (Wahlkomitee Włocławek) 4,3 % der Stimmen
- Emanuel Kalejaiye (parteilos) 2,3 % der Stimmen
- Übrige 2,5 % der Stimmen

Bei der damit notwendigen Stichwahl setzte sich Wojtkowski mit 63,0 % der Stimmen gegen den PiS-Kandidaten Chmielewski durch.

### Stadtrat
Der Stadtrat besteht aus 23 Mitgliedern (bis 2024: 25) und wird direkt gewählt. Die Stadtratswahl 2024 führte zu folgendem Ergebnis:
- Koalicja Obywatelska (KO) 33,3 % der Stimmen, 9 Sitze
- Lewica 26,7 % der Stimmen, 8 Sitze
- Prawo i Sprawiedliwość (PiS) 24,5 % der Stimmen, 6 Sitze
- Trzecia Droga (TD) 8,4 % der Stimmen, kein Sitz
- Wahlkomitee Maciej Maciaka 6,0 % der Stimmen, kein Sitz
- Übrige 1,1 % der Stimmen, kein Sitz

Die Stadtratswahl 2018 führte zu folgendem Ergebnis:
- Prawo i Sprawiedliwość (PiS) 25,1 % der Stimmen, 9 Sitze
- Koalicja Obywatelska (KO) 24,4 % der Stimmen, 8 Sitze
- Sojusz Lewicy Demokratycznej (SLD) / Lewica Razem (Razem) 21,4 % der Stimmen, 7 Sitze
- Wahlkomitee Włocławek 7,9 % der Stimmen, 1 Sitz
- Wahlkomitee Maciej Maciaka 7,8 % der Stimmen, kein Sitz
- Wahlkomitee „Gewinn für Włocławek“ 6,3 % der Stimmen, kein Sitz
- Kukiz’15 3,8 % der Stimmen, kein Sitz
- Wahlkomitee des Włocławeker Einwohnervereins 2,2 % der Stimmen, kein Sitz
- Übrige 1,2 % der Stimmen, kein Sitz

## Deutsche Spuren

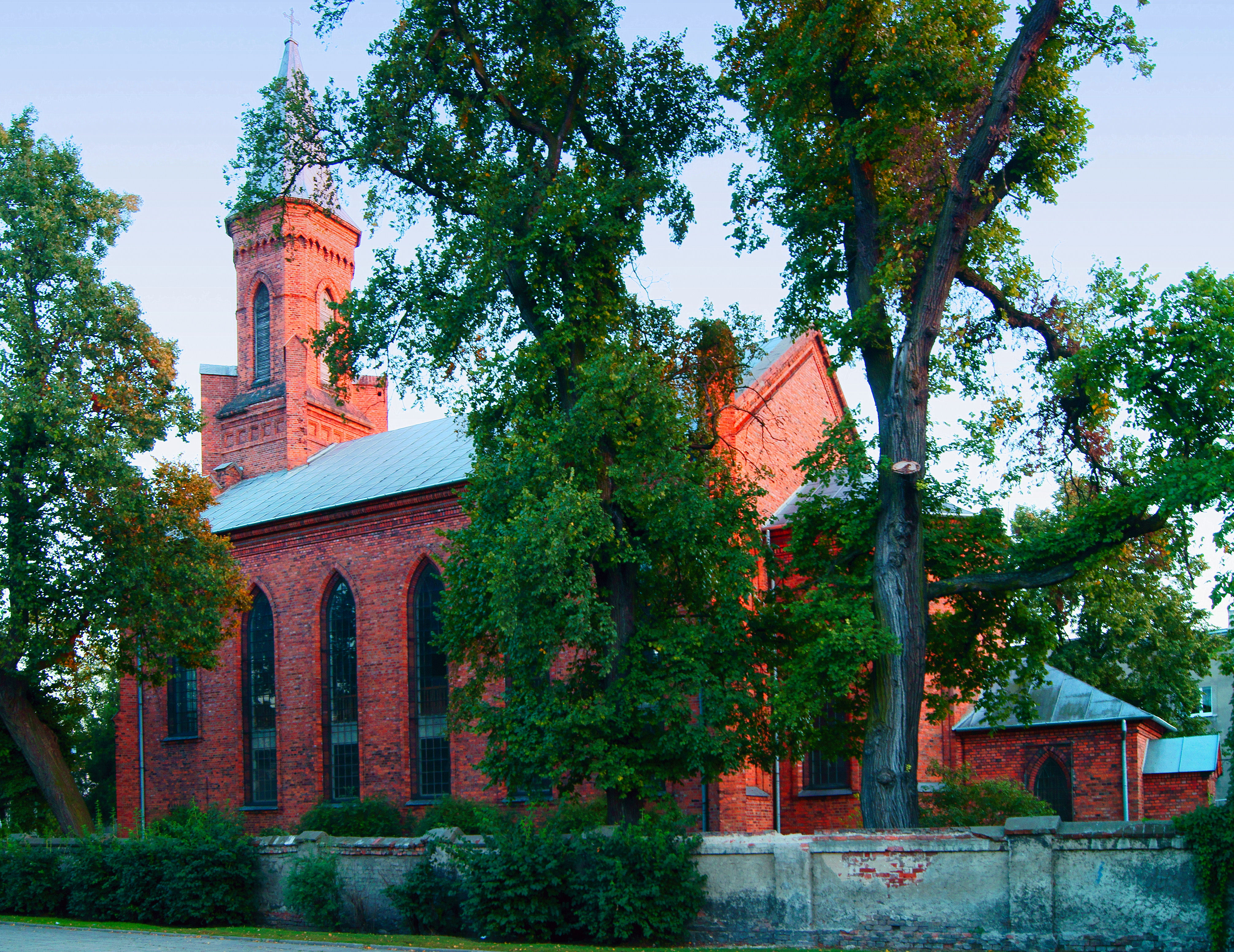
Evangelisch-Augsburgische Kirche in Włocławek

Erste Spuren der deutschen Gemeinschaft in Włocławek sind mit den Stadtrechten nach Kulmer Recht (Magdeburger Recht), dem Deutschen Orden und der bekannten Kathedralschule, die auch der Astronom Nikolaus Kopernikus besuchte, verbunden. In der Stadt gibt es viele Werke deutscher Künstler, wie von Veit Stoß und Hans Meyer im Maria-Himmelfahrt-Dom, von Albrecht Altdorfer und Heinrich Aldegrever in den Kunstsammlungen im Museum des Kujawier und Dobriner Landes sowie Werke von Albrecht Dürer und Augsburger Juwelierarbeiten im Diözesanmuseum. Für die Geschäfte der Włocławeker Kaufleute spielten Hansestädte – besonders Thorn und Danzig – eine herausragende Rolle.
Die Evangelisch-Augsburgische Gemeinde Włocławek zeugt von der Ansiedlung deutscher Protestanten seit dem 16. Jahrhundert.
In Włocławek gab es seit dem 19. Jahrhundert einige große Unternehmer deutscher Herkunft (Gotfryd Gross, Familie Steinhagen, Ferdinand Bohm, Brüder Cassirer, Wilhelm Haack, Hugo Mühsam, Carl Klauke, Teichfeld & Asterblum). Namhafte Persönlichkeiten der Gesellschaft dieser Zeit waren Julian Balthasar Marchlewski, Mitbegründer des Spartakusbundes in Deutschland, und Marie Steiner-von Sivers, Anthroposophin und Schauspielerin.
Marcel Reich-Ranicki, Publizist und Literaturkritiker, verbrachte hier seine Kindheit. In den Jahren 1939–1945 hieß die Stadt Leslau an der Weichsel. Mit der Aktion „Heim ins Reich“ wurden viele sogenannte Volksdeutsche hierher umgesiedelt.

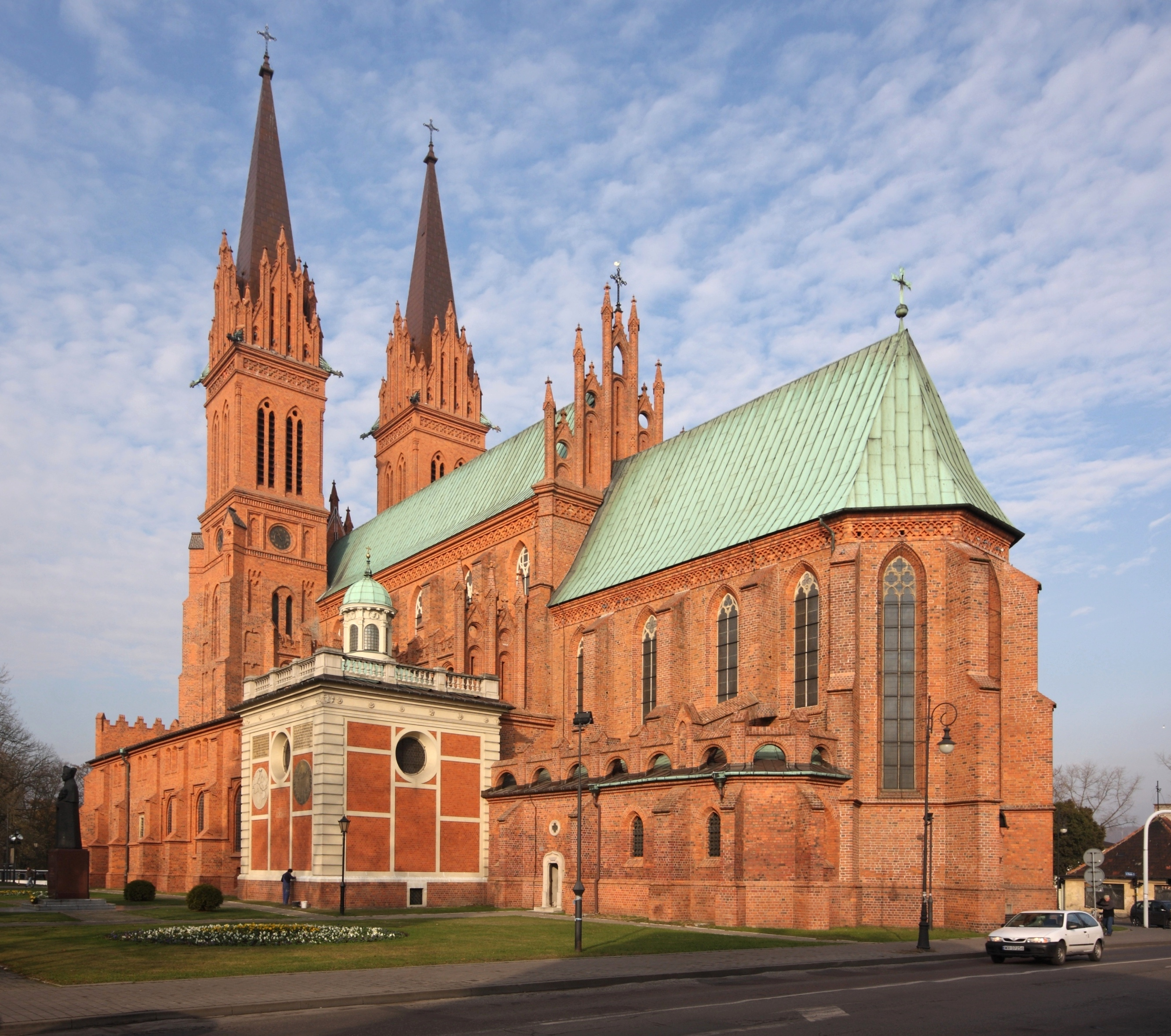
Kathedrale von Włocławek

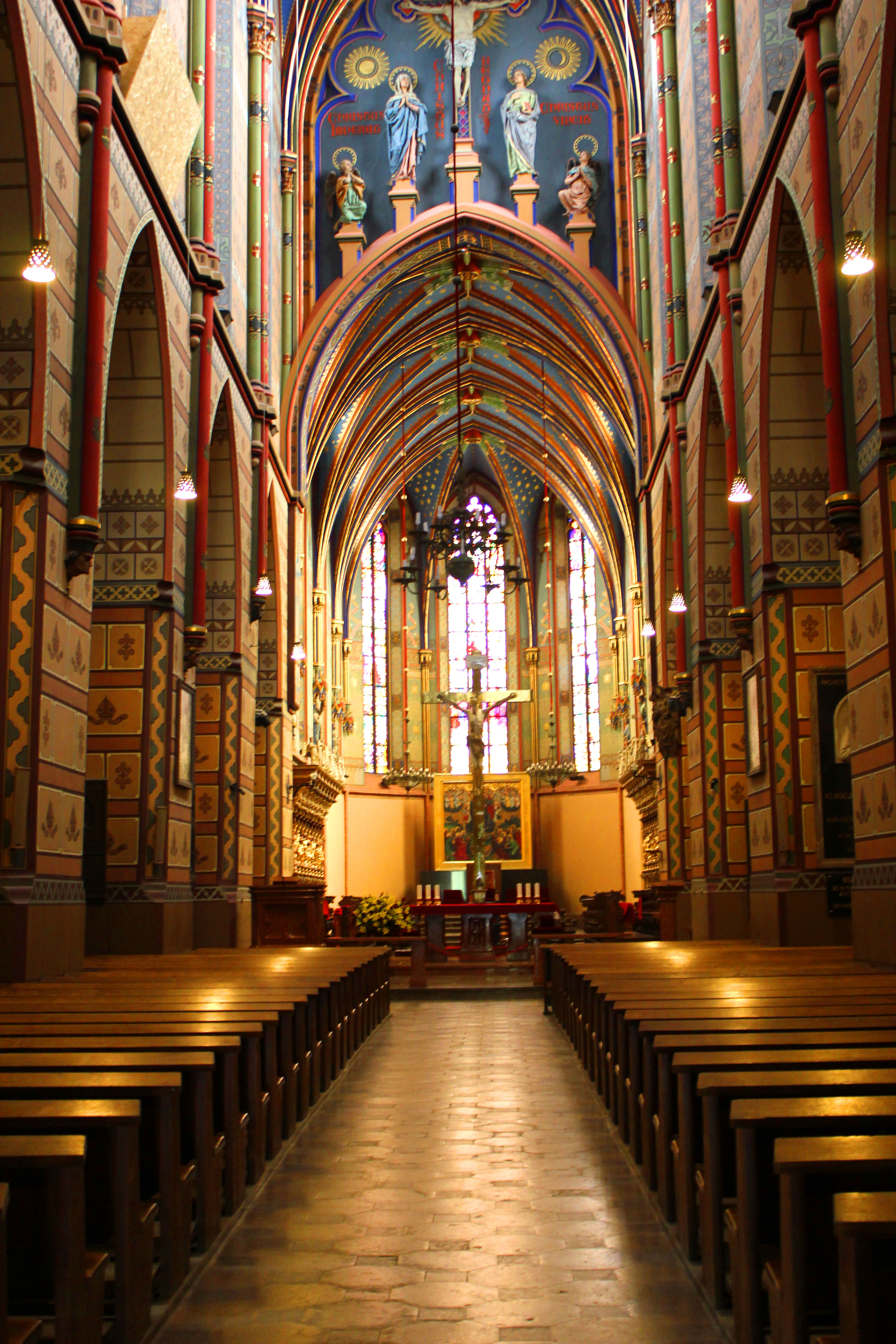
Maria-Himmelfahrt-Dom

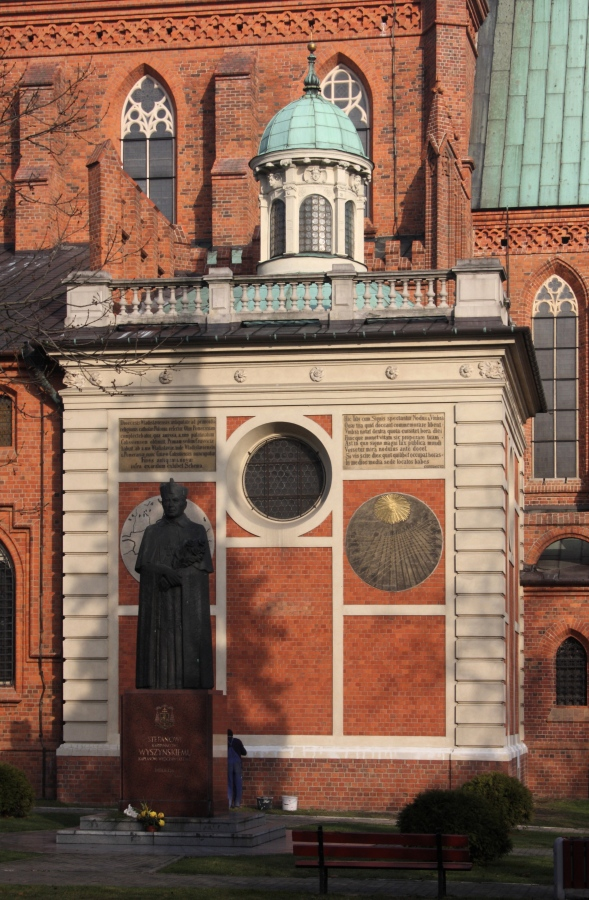
Sonnenuhr von Kopernikus am Maria-Himmelfahrt-Dom

## Sehenswürdigkeiten

### Maria-Himmelfahrt-Dom
Maria-Himmelfahrt-Dom (poln. Bazylika katedralna Wniebowzięcia Najświętszej Maryi Panny) – gotische (Backsteingotik) Kathedrale, von 1340, mit den ältesten Glasfenstern in Polen und zahlreichen Skulpturen (z. B. von Veit Stoß) und Gemälden von Juan Correa de Vivar, Jan aus Florenz, Francisco de Zurbarán oder Józef Mehoffer. Hier befindet sich auch die berühmte Sonnenuhr, die wahrscheinlich von Mikołaj Wódka (Abstemius) und Nikolaus Kopernikus gebaut wurde.

### Kopernikusplatz

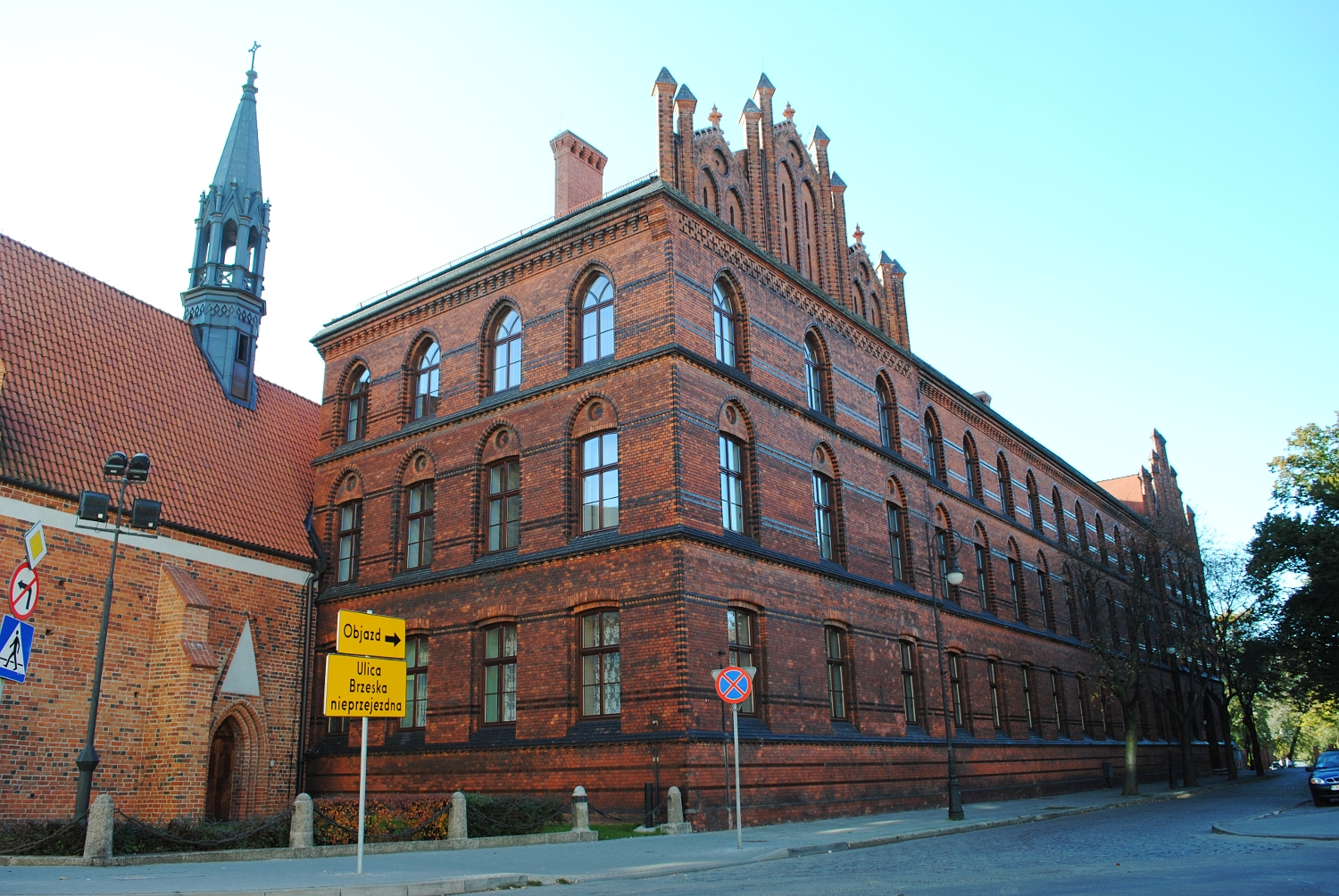
Priesterseminar

Es gibt hier: Maria-Himmelfahrt-Dom, Priesterseminar (ältestes Seminar in Polen, 1569 gegründet, früher die Kathedralschule) und Sankt-Vitalis-Kirche. Hier wohnte Nikolaus Kopernikus in den Jahren 1488–1491. Die Kathedralschule wurde mehrmals zerstört. Heute können wir einen neogotischen Komplex ansehen.

### St.-Vitalis-Kirche

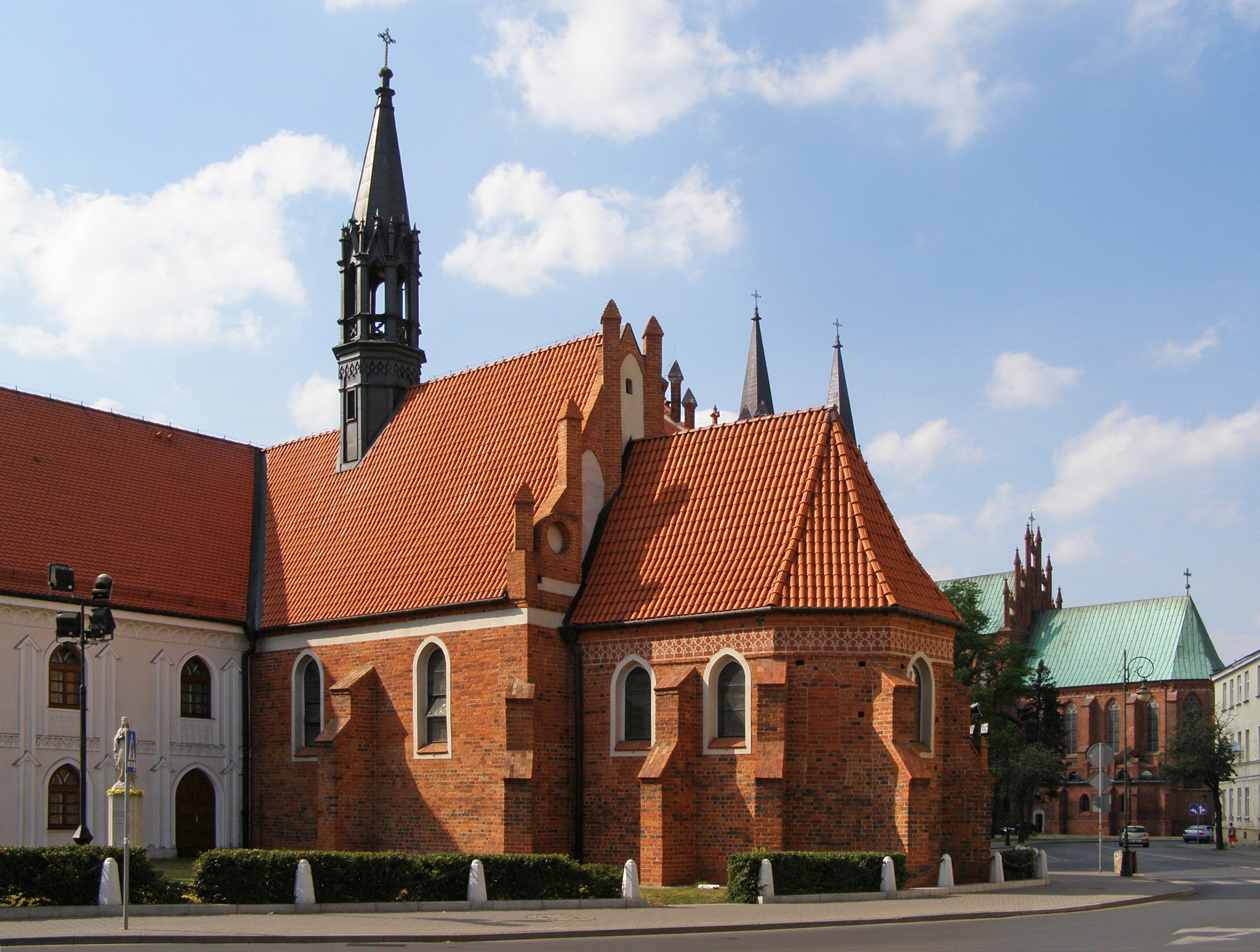
St.-Vitalis-Kirche

St.-Vitalis-Kirche (poln. Kościół św. Witalisa) – Gebäude der Backsteingotik, 1330 von Bischof Mathias aus Paluka gegründet. Bemerkenswert ist der gotische Hauptaltar von 1460. Sie ist eine der ältesten Kirchen in Polen.

### Heiliger-Johannes-der-Täufer-Kirche

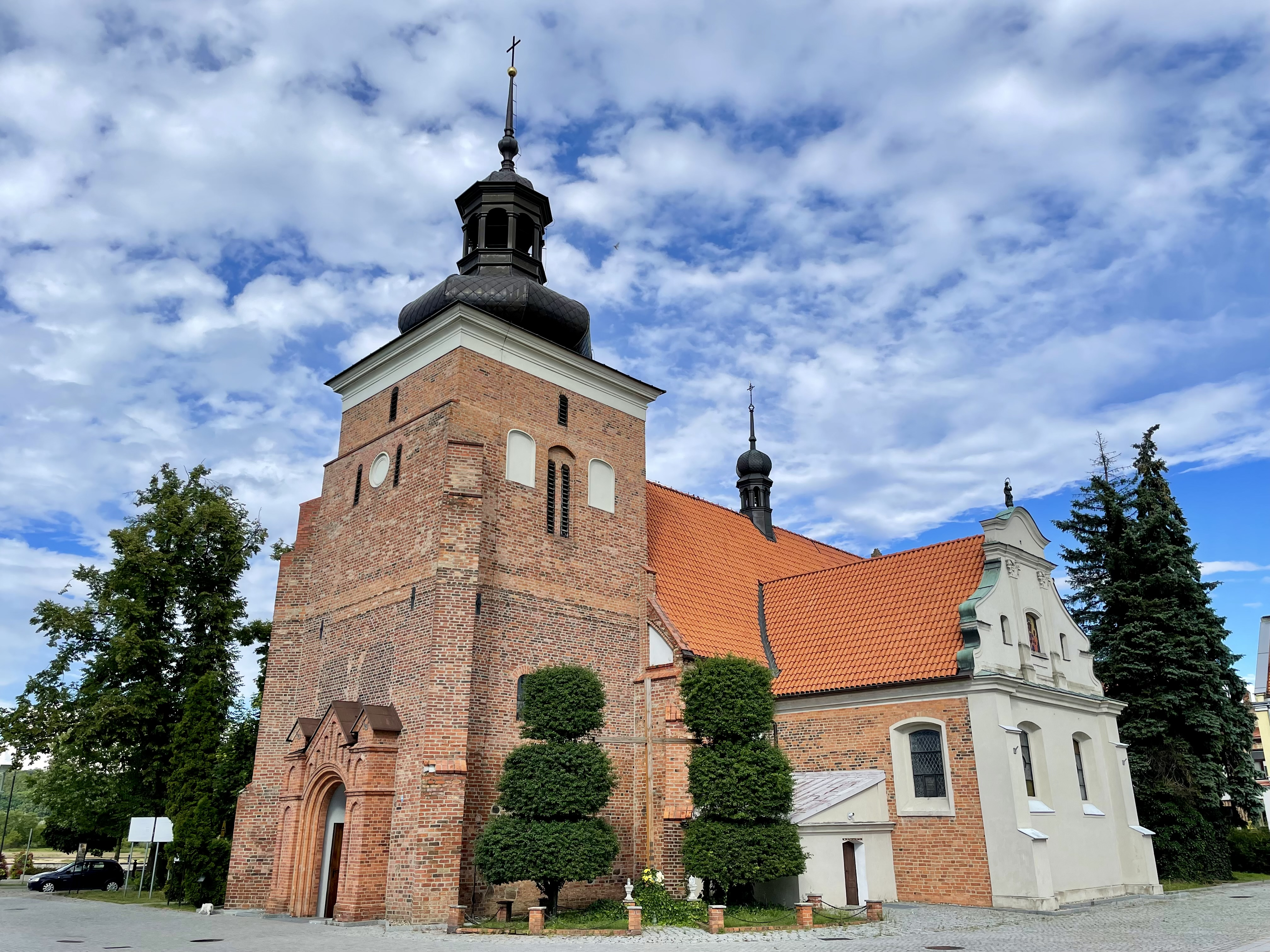
Heiliger-Johannes-der-Täufer-Kirche

Heiliger-Johannes-der-Täufer-Kirche (poln. Kościół św. Jana Chrzciciela) – spätgotischer Bau mit Renaissance- und Barockelementen, von 1560. Die Kapelle wurde von Jan Baptist aus Venedig (poln. Jan Baptysta Wenecjanin) entworfen.

### Kirchen- und Klosterkomplex der Franziskaner

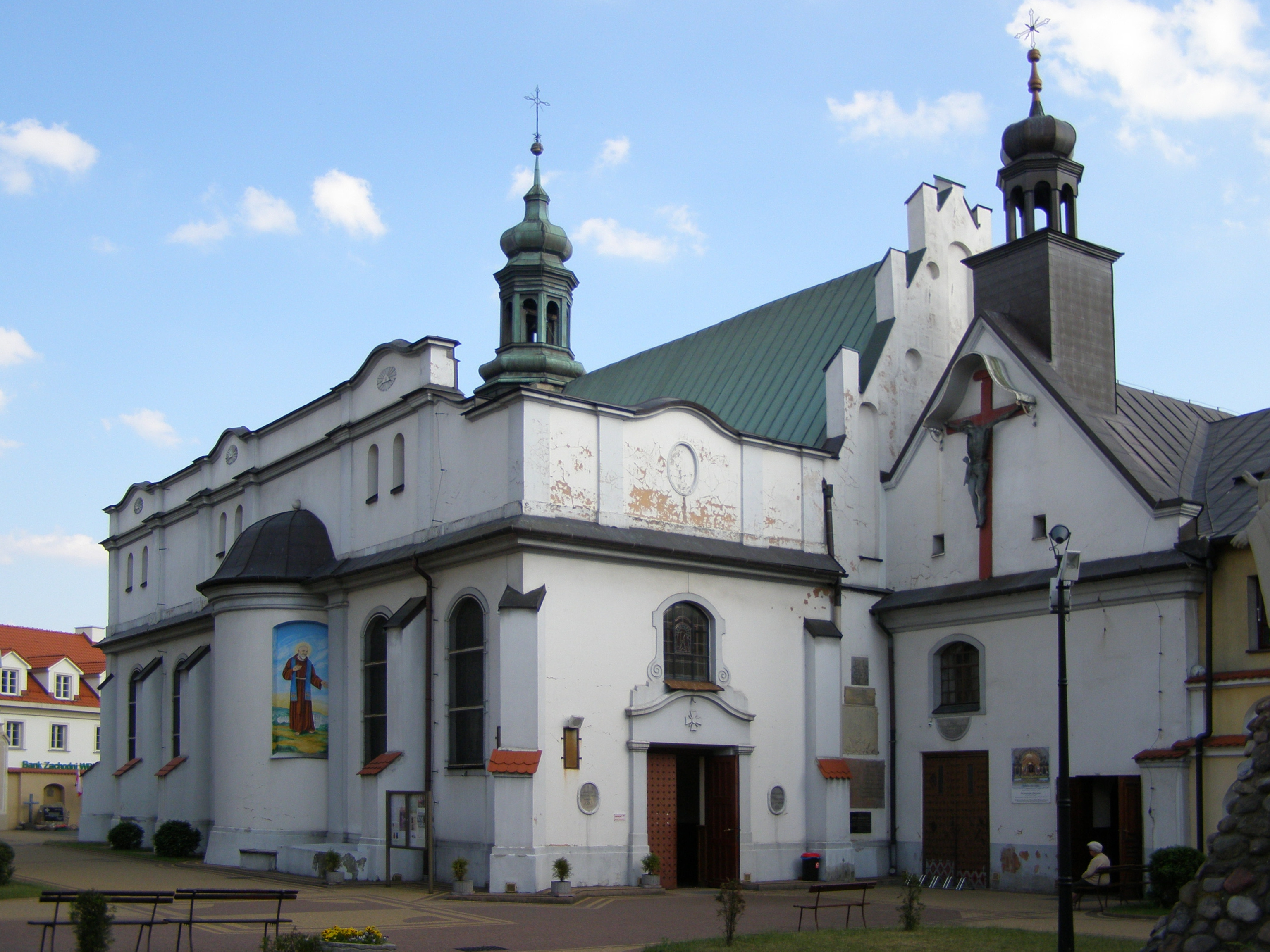
Franziskanerkloster

Franziskaner Kirchen- und Klosterkomplex – von 1639 bis 1644, im Barockstil.

### Brauerei B

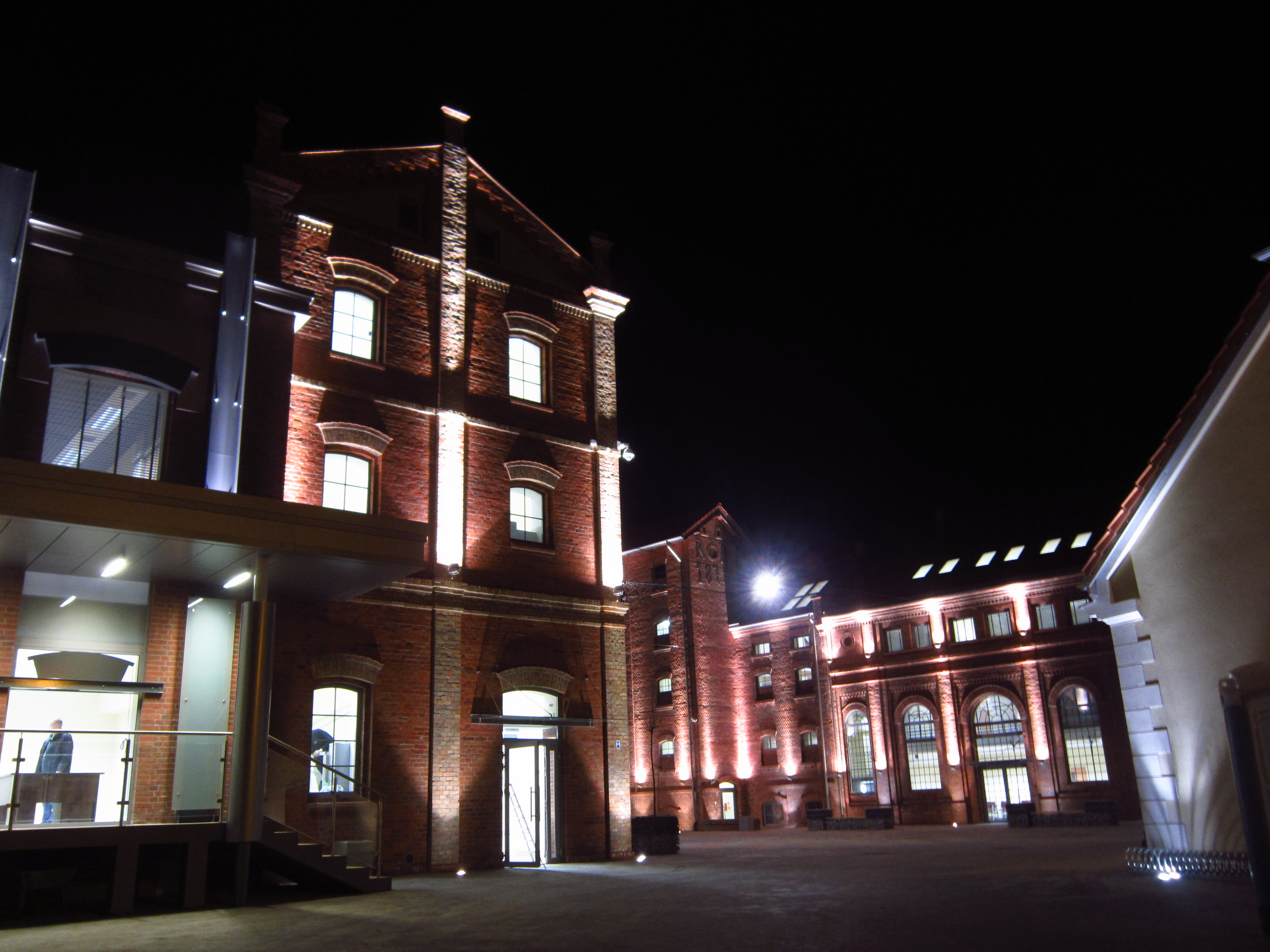
Kulturzentrum Brauerei B

Kulturzentrum in der ehemaligen Brauerei aus dem Jahre 1832. Das Kulturzentrum bietet einen Konzertsaal, ein Museum für Massen und Waagen, einen Kinosaal, Räumlichkeiten für mehrere Kulturgesellschaften und Kulturvereine sowie ein Restaurant und Café.

### Bürgerhäuser
Bürgerliche Häuser – am Altmarkt, aus dem 18. Jahrhundert. Hier befindet sich z. B. das Museum für Geschichte.

### Marschall-Piłsudki-Boulevard
Marschall-Piłsudki-Boulevard – am größten Fluss Polens, der Weichsel. Hier befinden sich mehrere Speicher (jetzt Museen), der Bischofspalast aus dem Jahre 1861 im klassizistischen Stil (mit Teilen aus dem 14. Jahrhundert), Bürgerhäuser und ein Unterhaltungspark. 

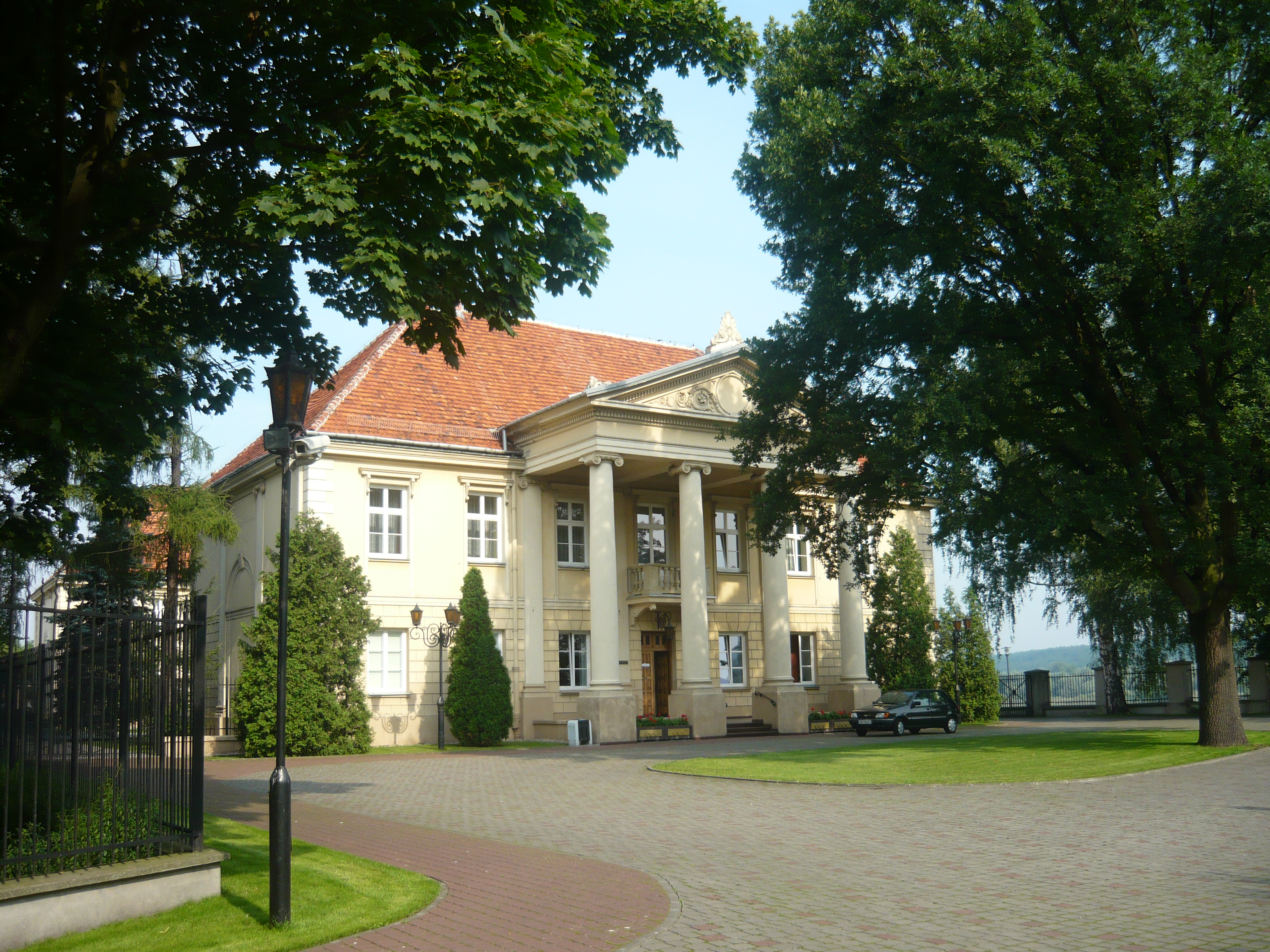
Bischofspalast

### Evangelische Kirche
Diese neogotische Kirche wurde 1877 bis 1881 dank Fryderyk Wilhelm Cords und dem Pfarrer Rudolf Zirkwitz gebaut. Bemerkenswert ist der Altar mit dem Bild von Kazimierz Mirecki nach dem Muster von Paul Delaroche.

### Włocławskie-Stausee
Der Staudamm und das Wasserkraftwerk wurden in den Jahren 1963 bis 1970 gebaut. 1984 wurde hier der Pfarrer Jerzy Popiełuszko, Führer der Opposition in der Kirche vom kommunistischen Geheimdienst ermordet. Zu seinem Gedenken steht dort jetzt ein hohes Kreuz. Sehr oft führen Pilgerfahrten aus Polen und dem Ausland an diesen Ort. Am Stausee sieht man häufig Yachten, Boote oder Jet-Ski-Fahrer.

### Wzorcownia

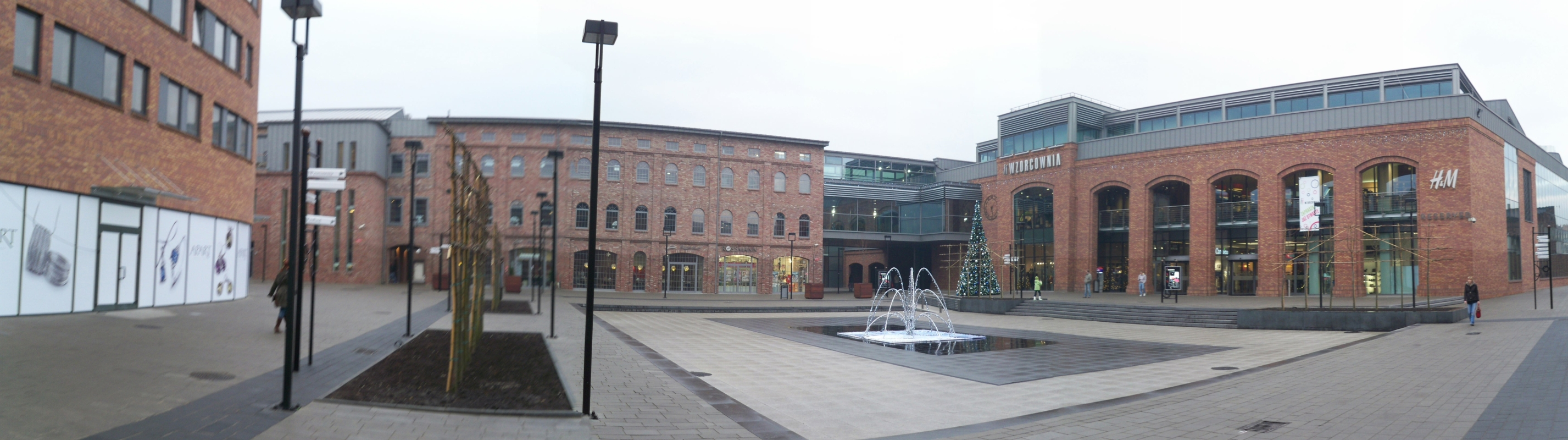
Plac Grodzki

Die ehemalige Fabrik für Fayencen und andere Keramik wurde 1873 gegründet. Die bekanntesten Inhaber waren Józef Teichfeld und Ludwik Asterblum. Jetzt gibt es hier ein Einkaufs- und Unterhaltungszentrum Wzorcownia im viktorianischen Stil.
Viele Sehenswürdigkeiten gingen schon vor Jahrhunderten verloren, wie die Bischofsburg und der Dom im romanischen Stil, die Fürstenburg, das Rathaus am Altmarkt, der Zisterzienser Kirchen- und Klosterkomplex des Heiligen Gotthard, die mittelalterliche Altstadt, die Synagogen sowie die russisch-orthodoxe Kirche am Freiheitsplatz.

## Museen

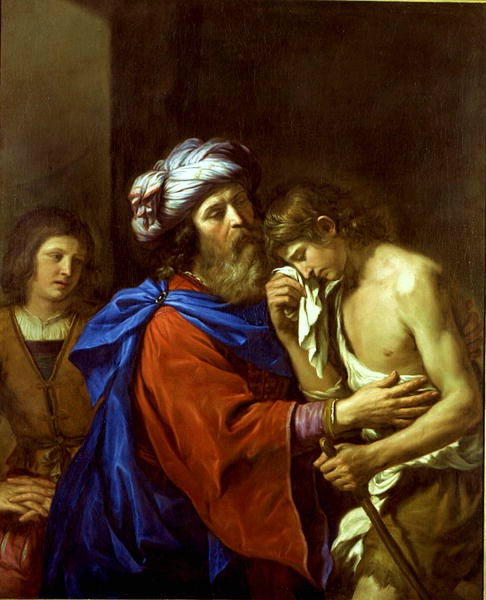
Diözesanmuseum

### Diözesanmuseum
Es gibt hier einmalige Werke wie z. B. einen Krummstab des Maciej (Matthäus) aus Gołańcza (13. Jh.) und einen Liturgiekelch (1368), Holzschnitte vom deutschen Künstler Albrecht Dürer, Bilder von Giovanni Francesco Barbieri (Guercino) und aus der Malerschule von Caravaggio, Juwelen einer Augsburger Werkstatt aus dem 17. Jahrhundert sowie historische Möbel. Die Räume zeigen entsprechende Epochen.

### Museum Kujawiens und des Dobriner Landes
Hauptsammlungen
Es gibt zwei ständige Ausstellungen: Geschichte von Fayence in Włocławek mit 500 fantasievollen Werken und „Galerie der polnischen Porträt“ (19.–20. Jh.). Die erste Hälfte des 19. Jahrhunderts vertreten Aleksander Molinari oder Franciszek Pfanhauser, die zweite Hälfte des 19. Jahrhunderts die Gruppe der „Münchner Schule“ (poln. „Szkoła monachijska“): z. B. J. Simmler, oder J. Brandt, die ihre Ausbildung in München machten, „Junges Polen“ die besten Maler: Leon Wyczółkowski (Impressionismus), Jacek Malczewski, und Józef Mehoffer (Sezession), die „Goldenen 20er Jahre“ Stanisław Ignacy Witkiewicz, Wojciech Kossak oder Olga Boznańska. Die Ergänzung sind die Porträts der ausländischen Künstler z. B. Anthonis van Dyck oder Marcello Bacciarelli.
Ethnographisches Museum
Museum im Speicher von F. Tournelle zeigt die Tradition Kujawiens in vielen Bereichen: Kleidung, Küche, Architektur, Handwerk oder Sitten. Deshalb kann man hier beeindruckende Ausstellungen über ein Dorf des 19. Jahrhunderts anschauen. Das Museum stellt landwirtschaftliche Maschinen aus, die Ausrüstung des kujawischen Hauses oder Gegenstände der polnischen Küche.
Historisches Museum
Die erste Ausstellung zeigt archäologische Exponate aus der Zeit um 2500–3000 v. Ch. (In jener Epoche wurden nahe dem heutigen Włocławek Grabhügel gebaut, die wahrscheinlich älter als die Pyramiden in Ägypten sind), mittelalterliches Handwerk oder die Ausrüstung der polnischen Ritter und des Deutschen Ordens (14. Jh.), Exponate aus dem 16.–17. Jh.: Möbel, Wiegen, Uhren, Münzkabinett (12.–18. Jh.) und eine Apotheke aus dem 19. Jahrhundert.
Im ersten Stock gibt es eine Ausstellung über die polnischen Aufstände, den Ersten und Zweiten Weltkrieg und den polnisch-sowjetischen Krieg 1920 (Waffen, Uniformen oder auch deutsche Unterlagen), über die industrielle Revolution und Sportmannschaften in Polen im 19. Jahrhundert und Modelle der zerstörten Sehenswürdigkeiten.
Kunstsammlungen
Die ausländische Kunst im Speicher von 1839 ist durch norditalienische, süddeutsche und niederländische Kunst vertreten: Bilder von Carlo Cignani, Georg Philipp Rugendas, Francesco Salviati und Skizzen von Rembrandt van Rijn, Albrecht Altdorfer, Heinrich Aldegrever, Parmigianino, Vespasiano Strada oder Lucas van Leyden.|
Es gibt hier die größte Sammlung von Profanwerken des Bildhauers Stanisław Zagajewski („L’art brut“, weswegen er auch der „polnische Gaudí“ genannt wird), unter anderem sehr große keramische Altäre, Menschenfiguren und Tiere, sowie Werke des Bildhauers Wacław Bębnowski (Skulpturen und Objekte der Art Nouveau, Nymphen).

### Popiełuszko-Museum
Das Museum des Martyriums des Seligen Priesters Jerzy Popiełuszko besteht seit 2015.

## Wirtschaft

### Ansässige Unternehmen
In der Stadt haben internationale Unternehmen investiert, darunter aus Deutschland, Österreich und der Schweiz:
- WIKA – Messtechnik,
- Teutonia von der Gruppe Newell Rubbermaid – Kinderwagen,
- Brügmann von Salamander Industrie-Produkte – Elemente von Fenstern und Türen,
- Naturana – Unterwäsche,
- Busch – Pumpen,
- PV Prefabet von PV-Gruppe – Bauelemente,
- DrM – Industriefilter,
- MEZ Technik – Blechbearbeitung und Stahlkonstruktionen
- G + P Izomont – Metall- und Baubranche (Stahlkonstruktionen, Industrielüftung, Isolierung, Schallschutzkapsel, Jalousieklappen).

Die größten Unternehmen sind: Anwil, Teil der Orlen–Chemiewerke, die unter anderem Düngemittel, Stickstoff, Kohlendioxid, Terephthalsäure, PVC, Ammoniak oder Natronlauge produzieren. Mit Anwil arbeiten die belgischen ACPCO2 oder Solvay oder asiatische Indorama Polymers zusammen, die Standorte vor Ort haben.
Andere große Unternehmen sind z. B.:
- Akzo Nobel – Farben und Lacke,
- Koło von Sanitec-Gruppe – Badausstattung
- Budizol – Bauelemente und Development,
- TOP-2000 und Oxford Office aus der Hamelin-Gruppe – Artikel für Schule und Büro, Papier,
- Lewandowski – Papierhersteller,
- Radpak – Packmaschinen,
- Instal-Projekt – Heizungssysteme,
- DGS – Kappen und Deckel,
- Cheko – Produkte aus Plastik,
- Transchem – Eisenbahnunternehmen,
- AB Filter – Autoindustrie
- Kujawianka – Süßigkeiten,
- Bomilla – Süßigkeiten,
- KZPOW von der Gruppe Agros Nova – Verarbeitung von Obst und Gemüse,
- Lewiatan – Ladenkette mit Lebensmitteln in ganz Polen mit Hauptsitz in Włocławek,
- ACV – Wassererwärmung,
- Delecta von Rieber&Son Group – Lebensmittel,
- Bakal – Backobst,
- Anwis – Rollladen,
- Branta – Textil- und Modeindustrie,
- Drwal Hubertus Collection – Textil- und Modeindustrie,
- Makoma – Mode für Kinder,
- Mardtec – Yachten und Boote
- Run Chłodnia – Tiefkühlkost
- Opakofarb – Verpackungen für Farben und Lacke
- D&R Dispersions and Resins – Stoffe für Farben und Lacke[15][16]

Die Stadt Włocławek ist Sitz einer Industrie- und Handelskammer (KIPH Włocławek). Die Arbeitslosenquote liegt bei ca. 22 % (Stand Dezember 2012). Das Lohnniveau ist niedriger als in Warschau oder anderen Großstädten.

### Investitionszonen
Dank EU-Fördermitteln, staatlicher Programme und Investitionsanreize entstand ein Industrie- und Technologiepark, der Włocławska Strefa Rozwoju Gospadarczego-Park Przemysłowo-Technologiczny (WSRG-PPT). WSRG-PPT befindet sich direkt beim Chemie-Cluster um die Firmen Anwil/Orlen, 4 km von Autobahn A1, nahe dem Anschlussgleis der Eisenbahnlinie Nr. 18 und Weichsellauf.
Direkt bei WSRG-PPT gibt es Anlage des chemischen Betriebews Anwil (Orlen Group). Der Konzern bietet 150 ha mit voller Infrastruktur für Investoren an. Bemerkenswert sind das eigene Kraftwerk, die Kläranlage und der Ladekai am Fluss Weichsel und eine Gasanlage in der Nähe. Zudem arbeiten hier viele Transportunternehmen, sowohl Speditionen (Transteam, Euro-Transchem, Intra usw.), als auch Güterverkehr (Transchem, PKP Cargo). Es gibt eine große Kette von Firmen, die Industrieservice und Instandsetzung anbieten (Orlen Eko/Chemeko, Aski, DrMPolska, Apex-Elzar, Ol-Gaz, Orlen Laboratorium/Pro-Lab, Azomet, Orlen Serwis/Remwil).
Eine andere Investitionszone ist Teren Inwestycyjny Papieżka (Investitionsgebiet Papiezka) mit voller Infrastruktur und Anschlussgleis in der Nähe.
Die Investitionszone in Brześć Kujawski (Brzeska Strefa Gospodarcza/ BSG) befindet sich direkt an der Autobahn A1 („Amber One“), Eisenbahnlinie Nr. 18 und bietet 470 ha an. Hier haben z. B. Raben Group und Mercator Medical investiert.
Der Czerniewice Logistic Park der Firma Arplast in Czerniewice bei Choceń liegt ebenfalls an der Autobahn A1 und Eisenbahnlinie Nr. 18, mit eigenem Anschlussgleis.

## Bildung
Es gibt fünf Hochschulen, darunter:
- Staatshochschule PWSZ Włocławek
- Technische Hochschule WSTiP
- Humanistisch-Ökonomische Hochschule WSHE Włocławek
- Hochschule für Informatik WSInf
- Priesterseminar der Diözese in Włocławek (poln. Wyższe Seminarium Duchowne Diecezji Włocławskiej) (das älteste Seminar in Polen, 1569 gegründet).

Es gibt darüber hinaus 15 Oberschulen (z. B. für Automobilindustrie, Chemie, Pharmazie, Elektronik).

## Verkehr
Die Stadt liegt an der Bahnstrecke Kutno–Piła. Früher begann hier die Schmalspurbahn Włocławek–Przystronie.
Die 2014 eröffnete Autostrada A1 verbindet Włocławek mit Danzig und Toruń im Norden sowie Łódź im Süden. Es gibt drei wichtige Landesstraßen (droga krajowa): Nr. 91 Łódź–Danzig, Nr. 62 Strzelno–Siematycze und Nr. 67 Lipno–Włocławek.
Bei Włocławek befindet sich der Flugplatz Kruszyn, ein lokaler Flughafen für Sportflugzeuge. Geplant ist, diesen zukünftig auch für kleine Passagierflugzeuge und Frachtflugzeuge zu nutzen. Etwa 100 km von der Stadt entfernt liegt der Flughafen Bydgoszcz, 115 km entfernt der Flughafen Łódź und in 130 km Entfernung der Chopin-Flughafen Warschau.
Mit dem Fluss Wisła (Weichsel) gibt es auch eine sehr wichtige Wasserstraße in Włocławek.
Senioren ab 65 Jahren können den ÖPNV von Włocławek gratis benutzen.

## Kultur und Freizeit
- Kulturzentrum Browar (dt.: „Brauerei“)
- Aquapark
- Henryk-Sienkiewicz-Park
- Yachthafen und Camping Marina Zarzeczewo mit einem Yachtclub, Yachthafen/Marinas von OSiR: in der Altstadt (Przystań nad Wisłą we Włocławku), am Włocławek-Stausee (Przystań OSIR nad Zalewem Włocławskim) mit Camping/Camperplatz
- Aeroklub Włocławek mit Camping/Camperplatz und Sportzentrum am Flughafen Kruszyn
- Staatliches Kulturzentrum (Włocławskie Centrum Kultury)
- Museen:
  - Museum von Kaujawy und Dobriner Land (poln. Muzeum Ziemi Kujawskiej i Dobrzyńskiej)[31] – besteht aus:
    - Kunstsammlungen (poln. Zbiory Sztuki)
    - Ethnographisches Museum (poln. Muzeum Etnograficzne)
    - Museum für Geschichte von Włocławek (poln. Muzeum Historii Włocławka)
    - Museum für den Weichselhandel (in der Planung)
    - Museum für das polnische Dorf in Kłóbka bei Włocławek
    - Stanisław-Noakowski-Museum in Nieszawa bei Włocławek

  - Diözesanmuseum (poln. Muzeum Diecezjalne)[32]
- Theater: Teatr Impresaryjny im. W. Gniazdowskiego dt. Impresariothetaer von W. Gniazdowski und Teatr "Nasz" dt. Theater "Unser"
- Galerien: Galeria Sztuki Współczesnej dt. Galerie für Moderne Kunst, Galeria Humoru i Satyry "Na drabinie" dt. Galerie für den Humor und Satire "Auf der Leiter", verschiedene Galerien mit den Altwaren
- Zahlreiche Musikclubs und Discos
- Naturpark bei Włocławek mit über 40 Seen. Es gibt auch einen Stausee mit einer Fläche von 75 km²
- Einkaufs- und Unterhaltungszentrum Wzorcownia Włocławek in der ehemaligen Fayencefabrik
- Einkaufszentrum Focus Park Włocławek
- Reiterzentren und das Pferdegestüt von Arabians in Falborek
- Golfklub Kujawy
- Zwei Schwimmhallen, außerdem im Sommer auch bewachte Badeseen
- Bekannte Tauchbasis MrJacques mit dem eigenen Tauchclub, Laden und Tauchschule am See in der Nähe der Stadt
- Quad-Park mit vielen Strecken im Park und in der Natur
- Vier Fitness- und Gymnastikklubs
- Weltbekannt ist das Institut des Traditionellen Karate (IKT) in Włocławek
- Bowlingzentrum Sportbowling und Billardklubs
- Viele professionelle Fußballplätze (über 10) und Sporthallen für Basketball, Volleyball usw. (über 20). Dazu OSIR Włocławek (Zentrum des Sports und Erholung) mit der Sporthalle, vielen Fußballplätzen, Beachvolleyballplätzen im Sommer und zwei Schlittschuhbahnanlagen
- WTK Anwil Włocławek – Basketballklub, Polens Meister und in der Final Four vom FIBA-Pokal
- Mehrere Tennisanlagen
- Paintballklubs
- In der Umgebung gibt es eines der längsten Radwegnetze in Polen[33][34][35]

## Landgemeinde Włocławek
Włocławek ist Sitz einer Landgemeinde gleichen Namens, ist aber selber nicht Teil dieser. Die Landgemeinde im Süden der Stadt hat eine Fläche von 219,92 km², auf der 7365 Menschen leben (31. Dezember 2020).

## Persönlichkeiten

### Söhne und Töchter der Stadt
- Alexander Küntzel (1804–1873), preußischer Jurist und Gutsbesitzer, Mitglied der Frankfurter Nationalversammlung
- Walery Brochocki (1847–1923), Landschaftsmaler
- Julian Balthasar Marchlewski (1866–1925), Politiker und Mitbegründer des Spartakusbundes
- Marie Steiner-von Sivers (1867–1948), russisch-deutsche Theosophin, Anthroposophin und Schauspielerin
- Anton Denikin (1872–1947), russischer Generalleutnant
- Samuel Landau (1882–1942), Schauspieler
- Jan Nagórski (1888–1976), russisch-polnischer Pilot, der 1914 den ersten Motorflug in der Arktis durchführte
- Roman Kozłowski (1889–1977), polnischer Paläontologe
- Feliks Wróbel (1894–1954), polnischer Komponist
- Tadeus Reichstein (1897–1996), Schweizer Biochemiker und Nobelpreisträger
- Stefan Bolesław Poradowski (1902–1967), polnischer Komponist
- Chana Gitla Kowalska (1907 – 1942 oder 1943), Malerin, NS-Opfer
- Szymon Goldberg (1909–1993), US-amerikanischer Violinist und Dirigent
- Andrzej Rudziński (1910–1980), Grafiker und Kunstpädagoge
- Bogdan Ostromęcki (1911–1979), Schriftsteller und Übersetzer
- Bernard Pullman (1919–1996), französischer Chemiker
- Henri Tajfel (1919–1982), britischer jüdischer Psychologe polnischer Herkunft
- Aharon Megged (1920–2016), israelischer Schriftsteller
- Marcel Reich-Ranicki (1920–2013), deutscher Publizist und Literaturkritiker
- Michael Weinstein (1922–2012), einer der Gründer der Fußball-Vereinigung in Australien (Football Federation Australia) und Baufirma Glenvill Pty Ltd[36]
- Jan Krenz (1926–2020), Dirigent und Komponist
- Christian Schafrik (1941–2018), deutscher Schlagersänger
- Helga Olufs (* 1941), deutsche Malerin[37]
- Diethardt Roth (* 1941), deutscher evangelischer Theologe und Bischof
- Paul Barz (1943–2013), deutscher Journalist und Schriftsteller
- Günther Bott (* 1944), deutscher Jurist und ehemaliger Richter am Bundesarbeitsgericht
- Jürgen Knobloch (1944–2008), deutscher Tropenmediziner
- Jerzy Engel (* 1952), ehemaliger Trainer der polnischen Fußballnationalmannschaft
- Aneta Szczepańska (* 1974), Judoka
- Pawel Pogorzelski (* 1979), Kameramann
- Anja Antonowicz (* 1981), Schauspielerin
- Klaudia Kazimierska (* 2001), Mittelstreckenläuferin

### Mit Włocławek verbunden
- Adolf Theodor Julius Ludwig (1808–1876), evangelischer Pfarrer in Włocławek
- Nikolaus Kopernikus (1473–1543), Astronom, hat in den Jahren 1489 bis 1491 in der Kathedralschule in Włocławek bei Mikolaj Wodka (Abstemius) gelernt und wahrscheinlich den ersten Sonnenturm konstruiert (kann bis heute besichtigt werden)[38][39]
- Maryla Rodowicz (* 1945), polnische Sängerin